# Пшибиловиці
Пшибиловиці (пол. Przybyłowice, нім. Triebelwitz) — село в Польщі, у гміні Менцинка Яворського повіту Нижньосілезького воєводства.
Населення — 238 осіб (2011).
У 1975-1998 роках село належало до Легницького воєводства.

## Демографія
Демографічна структура станом на 31 березня 2011 року:
|          | Загалом | Допрацездатний вік | Працездатний вік | Постпрацездатний вік |
| -------- | ------- | ------------------ | ---------------- | -------------------- |
| Чоловіки | 118     | 30                 | 76               | 12                   |
| Жінки    | 120     | 19                 | 69               | 32                   |
| Разом    | 238     | 49                 | 145              | 44                   |